# Luperus lyperus
Luperus lyperus là một loài bọ cánh cứng trong họ Chrysomelidae. Loài này được Sulzer miêu tả khoa học năm 1776.